# Otiothops calcaratus
Otiothops calcaratus är en spindelart som beskrevs av Cândido Firmino de Mello-Leitão 1927. 
Otiothops calcaratus ingår i släktet Otiothops och familjen Palpimanidae. Artens utbredningsområde är Colombia. Inga underarter finns listade i Catalogue of Life.